# Pardomuan (Panyabungan Timur)
Pardomuan is een bestuurslaag in het regentschap Mandailing Natal van de provincie Noord-Sumatra, Indonesië. Pardomuan telt 669 inwoners (volkstelling 2010).